# Cibukamanah
Cibukamanah is een bestuurslaag in het regentschap Purwakarta van de provincie West-Java, Indonesië. Cibukamanah telt 1876 inwoners (volkstelling 2010).